# Dubbeldekker (vliegtuig)

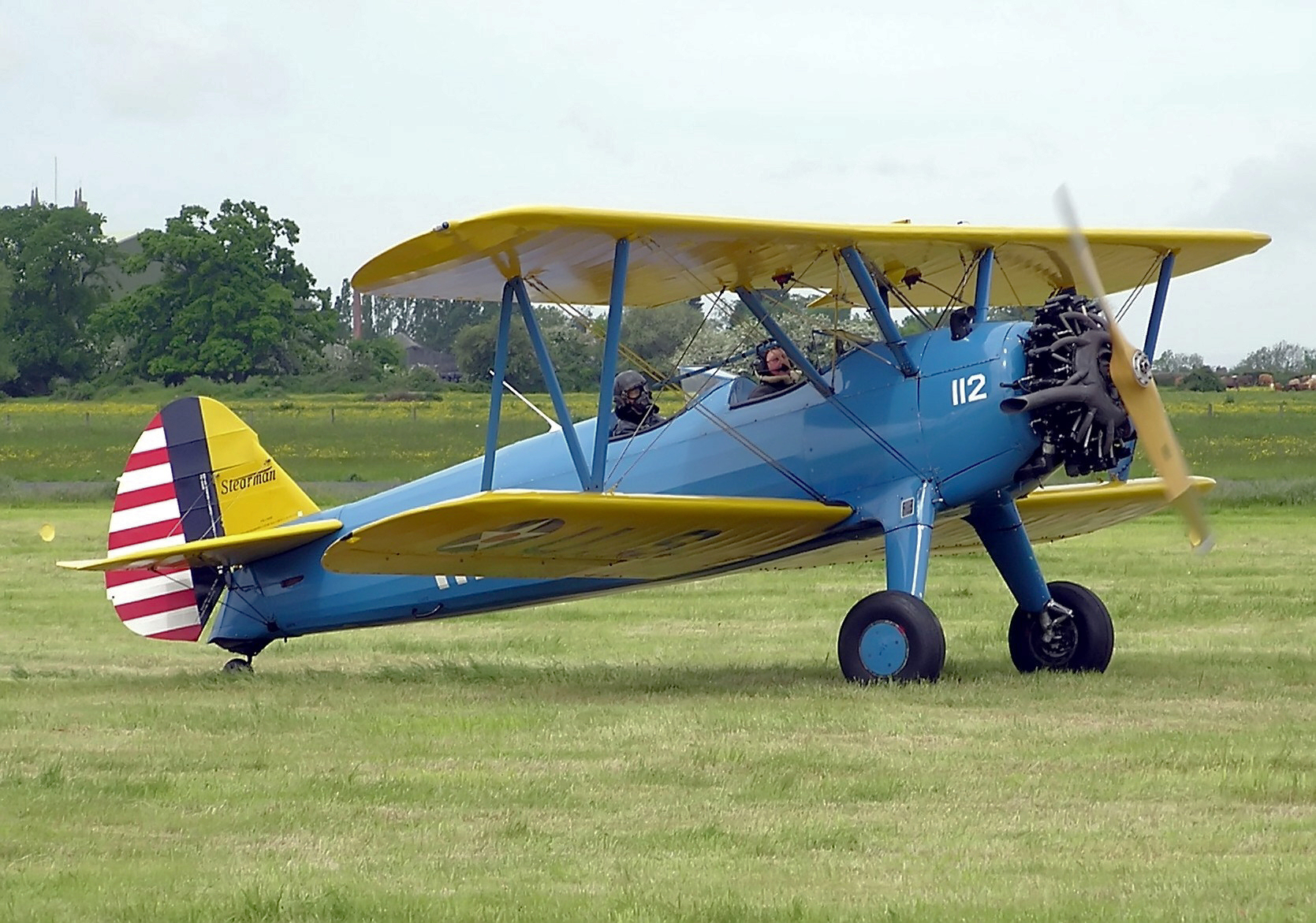
Een dubbeldekker Boeing-Stearman Model 75

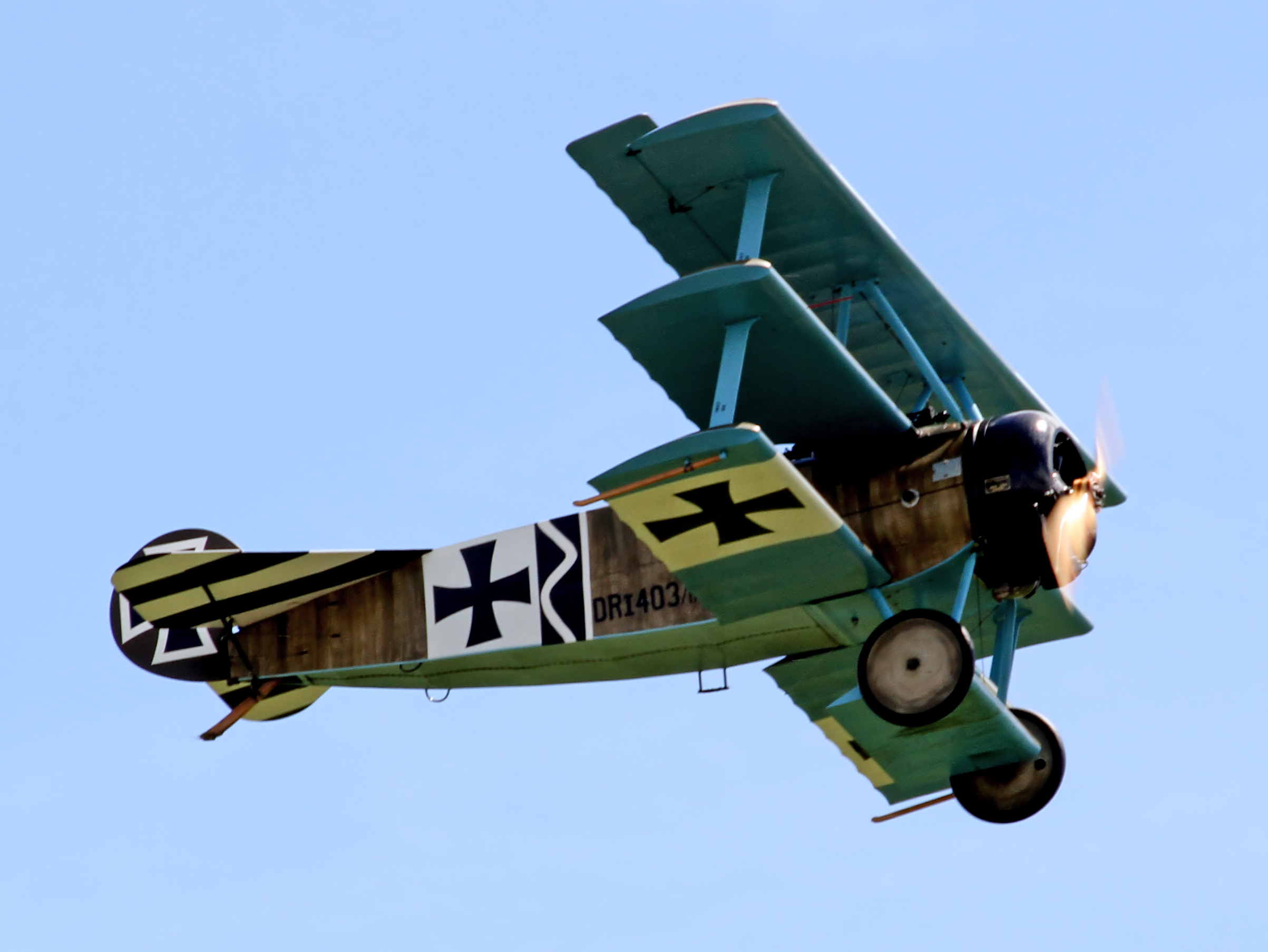
Een driedekker Fokker Dr.I

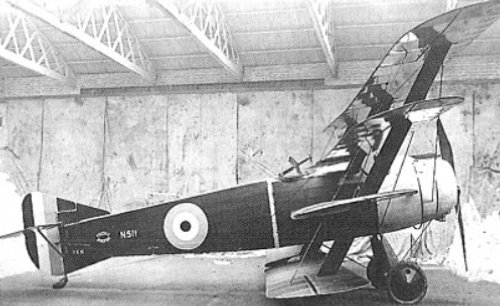
Een vierdekker Armstrong Whitworth F.K.10

Een dubbeldekker of tweedekker is een vliegtuig met twee boven elkaar geplaatste vleugels, waarvan één aan de onderkant en één aan de bovenkant van de romp is bevestigd. Dit principe werd vroeger vrij algemeen toegepast om een grotere lift te verkrijgen zonder dat de vleugels extreem groot hoefden te worden.
Een ander voordeel is dat de vleugels aan elkaar bevestigd kunnen worden, waardoor een stabiele structuur ontstaat. Oudere eendekkers hebben vaak tuidraden boven en onder de vleugel.
In de ontwikkeling van de luchtvaart zijn er ook enkele types meerdekkers geweest (met drie of meer vleugels boven elkaar), waarvan de driedekker Fokker Dr.I een van de bekendste is. Dit is het toestel waarmee Manfred von Richthofen alias de Rode Baron in de Eerste Wereldoorlog bekendheid verwierf.
Zowel Anthony Fokker als Frits Koolhoven hebben tijdens de Eerste Wereldoorlog geëxperimenteerd met extreme meerdekker jachtvliegtuigen. Koolhoven met de vierdekker Armstrong Whitworth F.K.10
en Fokker met de vijfdekker Fokker V.8. Beide concepten werden geen succes. De potentieel grotere wendbaarheid van vier- en vijfdekkers woog in de praktijk niet op tegen het nadeel van de extra luchtweerstand en de hieruit resulterende lagere topsnelheid.
Vanwege de verbeterde aerodynamische eigenschappen van moderne vleugelprofielen zijn meerdekkers tegenwoordig zeldzaam; de meeste vliegtuigen zijn tegenwoordig eendekkers. Ook de constructietechniek is verbeterd, waardoor de tuidraden (die luchtweerstand geven) niet meer nodig zijn. Alleen in geval van sport- of kunstvliegtuigen wordt dit principe nog weleens toegepast.
- Bioscoopjournaal uit oktober 1925. Opnamen van een grote tweemotorige dubbeldekker bedoeld als verkeersvliegtuig voor 22 personen.